# Ангел Андреєв
Ангел Андреєв — македонський революціонер, преспанський воєвода Внутрішньої македоно-одринської революційної організації .

## Життєпис
Ангел Андреєв народився 23 квітня 1867 року в преспанському селі Рударі, тоді в Османській імперії, нині Калліфея, Греція. Два роки навчався в грецькій школі в Німеччині, потім працював муляром у свого батька в Анатолії. У 1888 році повернувся до Німеччини і одружився, а з 1892 року працював у Варні, Болгарія. Там він став командиром 2-х загонів розстрільних команд Верховного Комітету, а після розформування загонів і розколу в МОК став на бік Бориса Сарафова. 1 жовтня 1902 р. він увійшов до Македонії з ревізійним загоном Томи Давидова, з яким об'їздили Лерін, Кайлар і назад до Бітоли, де Давидов був убитий. На Смілевському з'їзді обраний князем Преспанським, а Ніколу Кокарєвим воєводою Долно-Преспанським.
Під час Ілінден-Преображенського повстання влітку 1903 р. початковий загін Андрєєва з 200 осіб мав план нападу на Пуплі, але Коте Христов зірвав його ідею. 22 липня він напав на Шаовці, а 27 липня знову напав на Пуплі за допомогою Коте Христова та 100 його повстанців. Село було захоплено і тримано повстанцями 12 днів. У Штарково Ангел Андреєв влаштував засідку на загін Коте, а після 10 серпня загони відійшли в гори. 21 жовтня він розбив турецький загін біля Червоної стіни, а потім зустрівся з Василем Чекаларовим у Німеччині.
25 вересня Ангел Андрєєв разом зі своїми товаришами вирушив до Греції. Там він потрапив у полон і деякий час провів у в’язниці Трикала, а після звільнення оселився у Варні.

Після перебування в Греції Ангел Андрєєв згадує, як пояснював свою національну ідентичність і природу ВМРО:
Караха ни всички един по един да ходим вързани със синджири на ръцете и трѣбваше да минаваме покрай турското консулато, двама по двама на един синджир вързани. На истиндака казах, че съм българин, а не грък, че сме били под патриаршията – селото Рудари – но че сега не зная какви сме; взел съм участие във въстанието. Питаха кой ни купува оръжието – българският ли комитет? от где съм родом? Не ми вярваха, че съм македонец. „Ти си от България“ – казваха. Аз им казах, че имам жена, деца и пр. и им казах да проверят. Те пак не вярват:„Ти лъжеш, вие не се бихте за свобода, а против нас, елинизма, убивахте попове и учители гръцки“. Отговорих, че убиваме шпиони в името на революцията и нашия закон и нищо повече. Посочиха ни гръцки вестник, в който се описвали нашите уж зверски дела. Ние отговорихме, че всичко това е лъжа...

Він також пояснив грецьким журналістам природу повстання та кінцеву мету створення автономної держави Македонія, в якій греки, влахи та болгари були б рівні:
...Дойдоха и кореспонденти в затвора. Чудеха се как под диктовката на българите от България ние сме се увлекли да правим въстание. Ние отговаряхме, че нито за Гърция, нито за България, нито за Сърбия работим, а само за Македония. Не в едно лято, а в 10 години сме се приготовлявали и язък за учеността им, че могат да вярват какво в едно лято можело да се подготви такова едно дело – революция, която обедини и гъркомани, и власи и българи в едно против общия враг. Толкова, види се, гърците се интересуваха за Македония, като разбрали за въстанието едвам сега, когато пукна пушката и пр. и пр. Питаха ни кого искаме за княз на Македония; ние сме били исторически свързани с Гърция и трябвало да искаме гръцки княз. Ние отговорихме, че сега не мислим за това; – нека ни помогнат гърците да се освободим, че сетне лесно за това и пр.

## Зовнішні посилання
- Ангел Андрєєв, Спогади [Архівовано 23 лютого 2022 у Wayback Machine.]